# Horribilis Peak
Horribilis Peak är en bergstopp i Kanada.   Den ligger i provinsen British Columbia, i den sydvästra delen av landet, 3 700 km väster om huvudstaden Ottawa. Toppen på Horribilis Peak är 2 629 meter över havet, eller 581 meter över den omgivande terrängen. Bredden vid basen är 2,8 km.
Terrängen runt Horribilis Peak är huvudsakligen mycket bergig. Trakten runt Horribilis Peak är nära nog obefolkad, med mindre än två invånare per kvadratkilometer.. Det finns inga samhällen i närheten. 
I omgivningarna runt Horribilis Peak växer i huvudsak barrskog.